# Opulaster malvaceus
Opulaster malvaceus là loài thực vật có hoa trong họ Hoa hồng. Loài này được (Greene) Kuntze mô tả khoa học đầu tiên năm 1891.